# Hélice de collagène
L'hélice de collagène est une forme essentielle de la structure secondaire du collagène. Il s'agit d'une triple hélice polypeptidique constituée de la séquence répétée d'acides aminés Gly–X–Y, où X et Y sont souvent des résidus de proline ou d'hydroxyproline. La glycine, la proline et l'hydroxyproline doivent être à la bonne place et le groupe hydroxyle doit avoir la configuration appropriée. Ainsi, l'hydroxyproline accroît la stabilité thermique de la triple hélice lorsqu'elle est située en position Y, mais pas lorsqu'elle est située en position X. 
En raison de la grande abondance de résidus de glycine et de proline, le collagène ne parvient par à former des structures régulières en hélice α ou en feuillet β. Il forme au contraire une triple hélice droite comptant 3,3 résidus par tour, chaque résidu correspondant à une longueur d'hélice de 2,9 Å. Chacune des trois chaînes est stabilisée par la répulsion stérique due aux cycles pyrrolidine des résidus de proline et d'hydroxyproline. Ces cycles peuvent être suffisamment éloignés les uns des autres lorsque la chaîne polypeptidiques adopte cette configuration hélicoïdale étendue, ce qui est impossible avec une hélice α, bien plus compacte.
Les trois chaînes sont liées les unes aux autres par des liaisons hydrogène entre les groupes NH des résidus de glycine et les carbonyles CO des résidus des autres chaînes. Le groupe hydroxyle OH de l'hydroxyproline ne participe pas aux liaisons hydrogène entre chaînes mais stabilise l'isomère trans de la proline par des effets stéréoélectroniques, ce qui stabilise toute la structure de la triple hélice. Le centre de l'hélice de collagène est hydrophobe et très étroit, chacune des trois chaînes entrant en contact avec le centre de l'hélice tous les trois résidus. L'étroitesse de l'espace central de la triple hélice fait que seul un résidu de glycine peut s'y trouver, sa chaîne latérale se réduisant à un atome d'hydrogène.